# موز یانان
موز یانان (نام علمی: Musa yunnanensis) نام یک گونه از سرده موز است که بومی ناحیهٔ یانان در جنوب چین می‌باشد.